# Cristalografia quântica
A cristalografia quântica (QCr) é um ramo da cristalografia que investiga materiais cristalinos no âmbito da mecânica quântica, com análise e representação, em posição ou no espaço de momento, de quantidades como função de onda, carga eletrônica e densidade de spin, matrizes de densidade e todas as propriedades relacionadas a elas. (como potencial elétrico, momentos elétricos ou magnéticos, densidades de energia, função de localização de elétrons, potencial de um elétron, etc.).
A cristalografia quântica é uma área de pesquisa que surgiu do fato de que dados experimentais de difração de raios X obtidos de cristais também podem ser prontamente descritos teoricamente pelo uso de modelagem mecânica quântica. A conexão íntima entre experimento e teoria surge do fato de que os raios X são espalhados por elétrons cujas distribuições são representadas nos dados experimentais e os modelos de distribuição de densidade eletrônica são dados pela mecânica quântica.

## Objetivos
Um objetivo desse tipo de pesquisa é obter um modelo de mecânica quântica que seja consistente com os dados cristalográficos, proporcionando a oportunidade de calcular inúmeras propriedades de interesse, por exemplo, várias energias, distribuição de elétrons, cargas atômicas e potenciais eletrostáticos.